# Ziegenbock (Wappentier)

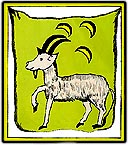
Fürstentum Abchasien, 18. Jh.

Redendes Wappen von Boxberg (Baden)

Der Ziegenbock und die Ziege haben sich als Wappentier in der Heraldik etabliert. Für diese gemeine Figur sind viele Namen gebräuchlich: Als Geiß oder Geißbock, Zicke oder Zickenbock benennt man dieses horntragende Tier.

## Gestaltung und Blasonierung
Ob das weibliche oder männliche Tier der Hausziege dargestellt ist, hat in der Heraldik untergeordnete Bedeutung – im Unterschied zum Schaf, wo das Lamm Sanftmut oder Jesus darstellt, der Widder aber Kraft und Durchsetzungsvermögen.
Der Ziegenbock wird in der Grundstellung nach rechtssehend dargestellt. Er kann laufend oder springend, aber auch aufgerichtet gezeigt sein. Seine Bewehrung, also Hörner, Hufe und Zunge, können anders gefärbt (tingiert) sein. Das Tier kommt als Schildhalter und auch hervorbrechend oder wachsend im Oberwappen vor. Beliebt ist auch die Darstellung nur der Hörner.
Verwechslung mit dem Widder, aber auch der Gämse, dem Steinbock und anderen Hornträgen sind möglich. Die Wappenbeschreibung muss es klären. Typisches Kennzeichen ist im Allgemeinen der Ziegenbart.

Haltung des Ziegenbocks
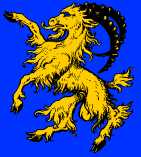
altertümliche, in der Formensprache an heraldische Löwen erinnernde Darstellung: In Blau, ein goldener Bock
auch in Geta (Åland)
stehend, naturalistisch: In Blau eine goldgehörnte und behufte, silberne Ziege (Wappen von Blaubach)
steigendes Paar in natürlicher Form, abgewendet (Capriasca TI)
Wappen von Lublin, aufgerichtet am Weinstock
In gleicher Stellung unter einer Stephanskrone: Kecskemét
Großbockenheim blasoniert: steigend - vgl. Bockenheim an der Weinstraße
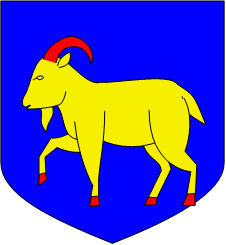
schreitend, stark stilisiert: In Blau eine goldene, rot gehörnte und behufte Ziege (heraldisches Muster)
Bockskopf, rechtsgerichtet in goldenem Schild: Beuren bei Nürtingen (Geißbeuren)

Formen
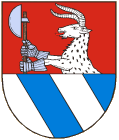
Geteilt oben, gerüstet mit eisernem Handschuh und Hellebarde (Kožlany)
Wappen von Kandrzin-Cosel (Polen)
Wappen des Powiat Kandrzin-Cosel in verwechselten Farben
rechts in Tuch gehüllt, links ein Ziegenkopf im Schild (Nowogrodziec)
Der Ziegenadler, flammenbezüngt (einem Drachen ähnlich, Schwarzenborn)
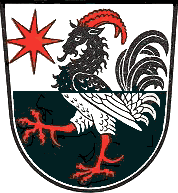
Ziegenhain (Schwalmstadt); Hahn mit Ziegenkopf
Wappen von Głuchołazy (Ziegenhals) Redendes Wappen, (Polen)
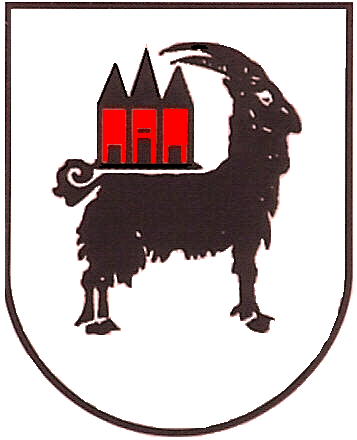
Ziegenrück (redend)
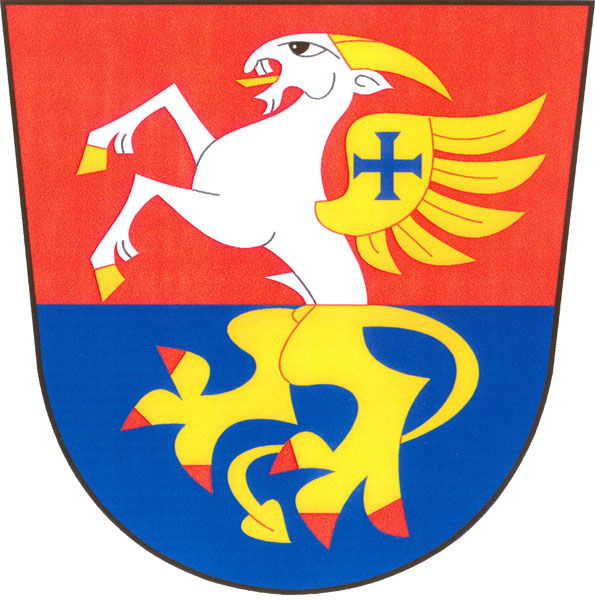
geflügelter Ziegenbock Jamny
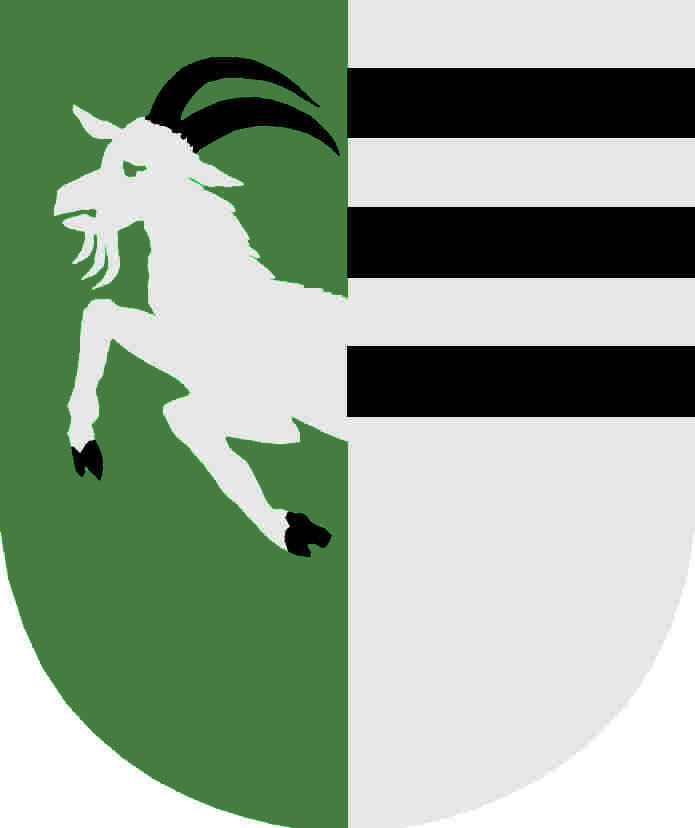
Wappen von Jamny (Tschechien)
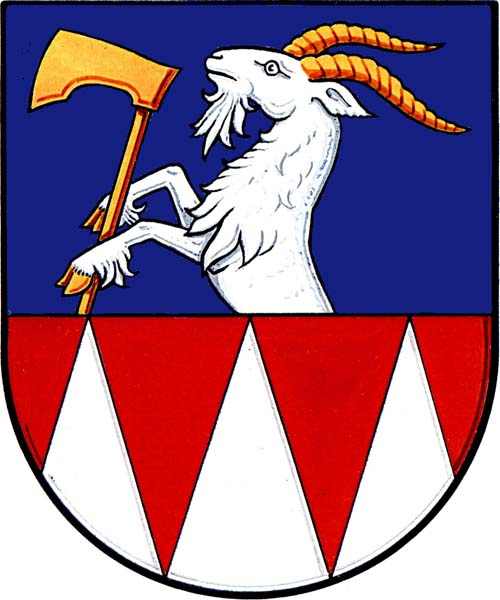
Wappen von Potzmannsdorf (Tschechien)
springender Widder: Kanton Schaffhausen

## Verwendung
Seit 1560 ist er im Wappen von Hälsingland (Schweden) bekannt. Eine frühere Wappendarstellung ist nicht auszuschließen.
In einigen Wappen ist der Ziegenbock redend. Beispiele sind das Wappen von Ziegenrück, Bockenheim an der Weinstraße, Geiswiller, Hohegeiß, Caprarola (Viterbo) oder Boxholm (Schweden).